# Pista cubierta de atletismo de Cataluña
La pista cubierta de atletismo de Cataluña (en catalán: Pista coberta d'atletisme de Catalunya) es un pabellón deportivo de atletismo situado en el barrio de San Olegario (en catalán: Sant Oleguer), en el Vallés Occidental. Se encuentra en el complejo deportivo de San Olegario, junto al Estadio Municipal de Atletismo Josep Molins y La Balsa. Es la primera y única pista de atletismo de estas características de Cataluña que cumple con la normativa internacional de atletismo, lo que le habilita como sede de campeonatos y competiciones de alto nivel. Desde 2010 acoge permanentemente los campeonatos de Cataluña de atletismo, celebrados anteriormente en Villafranca del Panadés. También es la sede de entrenamientos y actividades de los alumnos del Centro de Alto Rendimiento (CAR) de San Cugat del Vallés y otras actividades deportivas de Sabadell relacionadas con el deporte base y escolar.

## Inauguración
El 2 de septiembre de 2010 abrió sus puertas por primera vez para celebrar la recepción de la Festa major de Sabadell. Más tarde, el 26 del mismo mes, fue inaugurada en una celebración que congregó a más de 2.000 personas. José Montilla, entonces presidente de la Generalidad de Cataluña, y el alcalde de Sabadell Manuel Bustos hicieron el descubrimiento de la placa del equipamiento municipal. El acto acabó con la realización de las primeras competiciones en la pista: 800 metros femenino y masculino y 400 metros vallas.

## Edificio

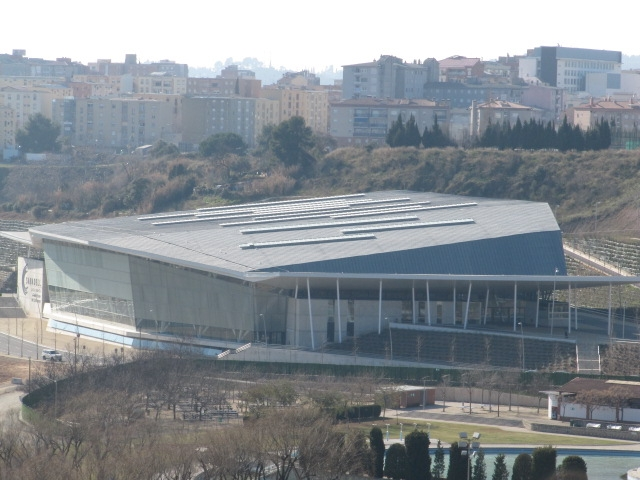
Vista general del edificio desde Can Roqueta.

El 17 de diciembre de 2005 se aprobó el convenio de colaboración para la construcción de una pista cubierta de atletismo, firmado en el Consejo Superior de Deportes, en Madrid. El Ayuntamiento de Sabadell convocó un concurso para elaborar un proyecto arquitectónico que finalmente ganaron los arquitectos Mario Corea y Lluís Morán. Entre las obras significativas de estos arquitectos se encuentran el Estadio Olímpico de Béisbol de Hospitalet de Llobregat y las piscinas del Club Natació Terrassa . Las obras de construcción de la instalación empezaron a mediados del 2006. La construcción del edificio supuso una inversión de más de 12,327 millones de euros financiada por el Ayuntamiento de Sabadell, la Diputación de Barcelona, la Generalidad de Cataluña, de los que aportó 4,6 millones, y el Consejo Superior de Deportes del Gobierno de España .
La instalación tiene una superficie total de 12 700 m3 y una capacidad para 2.500 personas. El edificio destaca por su luminosidad y por su adaptación a las dificultades topográficas del terreno. Por debajo de la pista, hay un sótano con los vestuarios, una recta de 60 metros y un foso para los saltos horizontales. La construcción de la pista cubierta de atletismo se complementó con actuaciones de mejora del entorno de la instalación financiadas por el Fondo Estatal de Inversión Local. Paralelamente a la finalización de las obras, se celebró un concurso público destinado a las empresas especializadas para la adquisición de la pista atlética y todo el material deportivo que forma parte del equipamiento. 

## Eventos

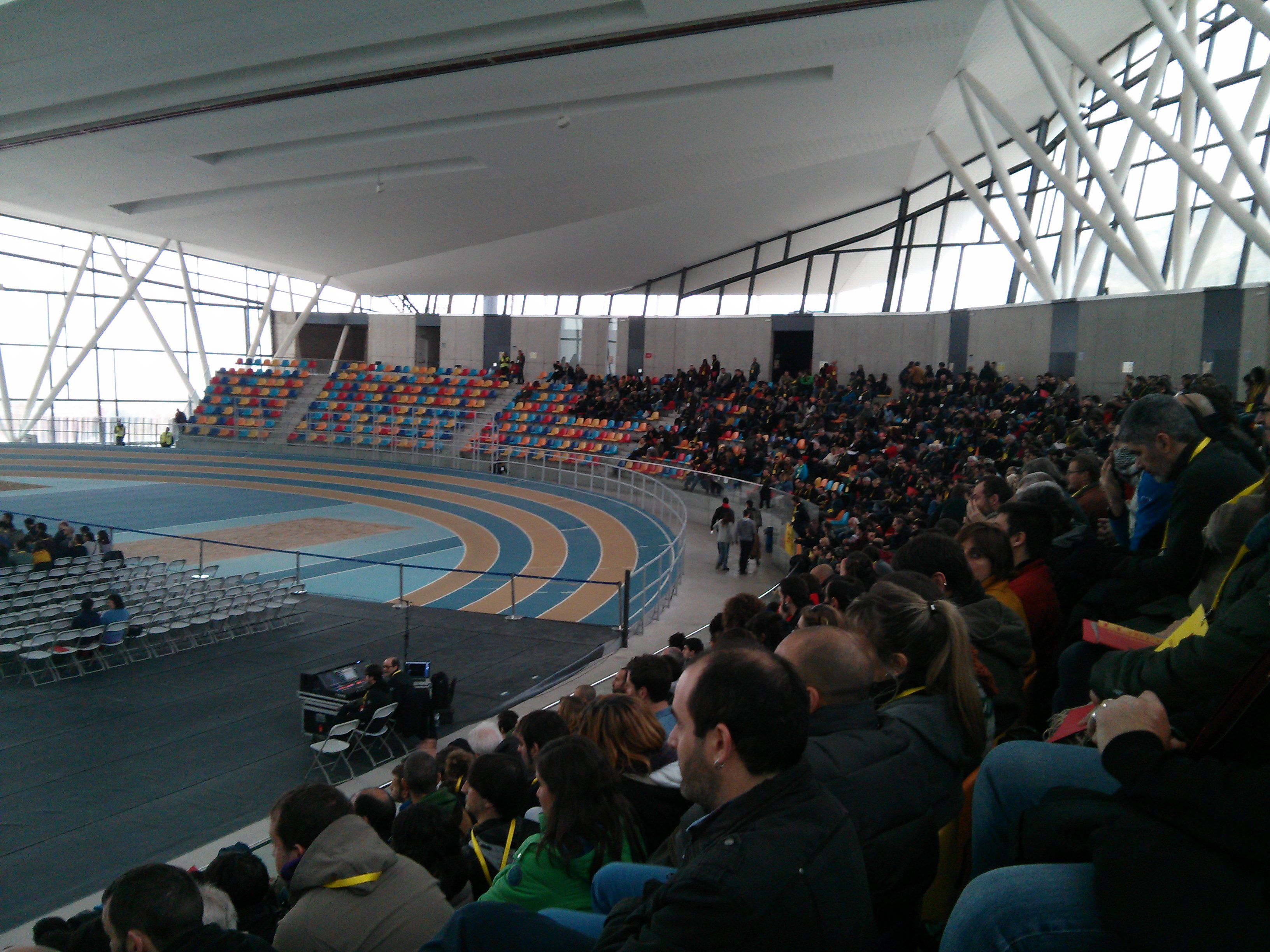
Asamblea Nacional extraordinaria de la CUP, 27 de diciembre de 2015

El 22 de enero de 2011 se celebró la trigésima edición de la Copa del Rey de Clubes, que fue el primer campeonato estatal absoluto celebrado en la instalación.
El 27 de diciembre de 2015 tuvo lugar una asamblea extraordinaria de la Candidatura de Unidad Popular-Llamada Constituyente, donde se decidió si apoyar o no apoyo a la investidura de Artur Mas como presidente de la Generalidad de Cataluña, después de las elecciones al Parlamento de Cataluña del 27 de septiembre durante el proceso soberanista de Cataluña.
En 2023 se convirtió en una de las tres sedes oficiales de España en el World Athletics Indoor Tour al ser una de las dos sedes de la categoría Challenger junto al Palacio Velódromo Luis Puig de Valencia. En la edición de 2024 volvió a ser una sede challenger junto al Navarra Arena de Pamplona.

## Galería de imágenes

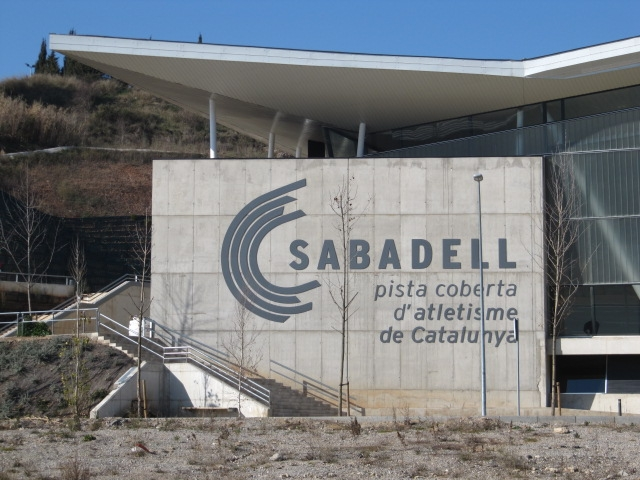
Letrero
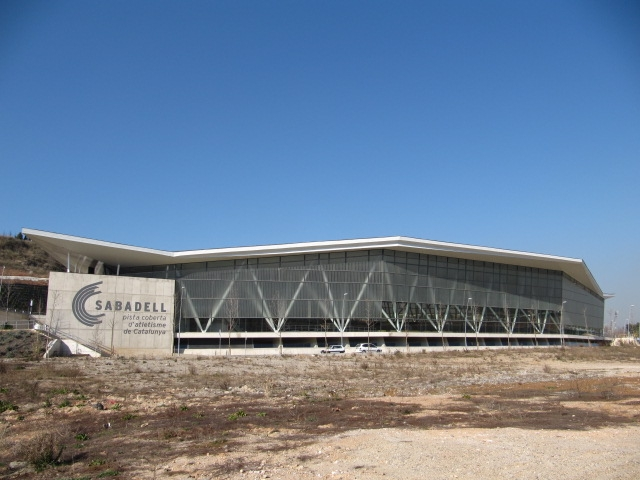
Vista general
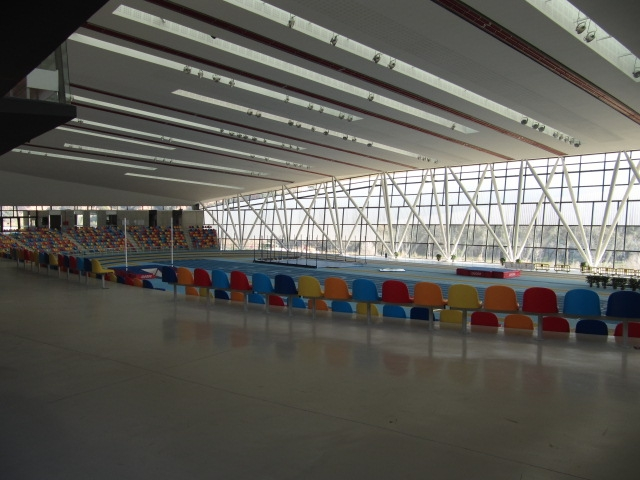
Interior de la pista
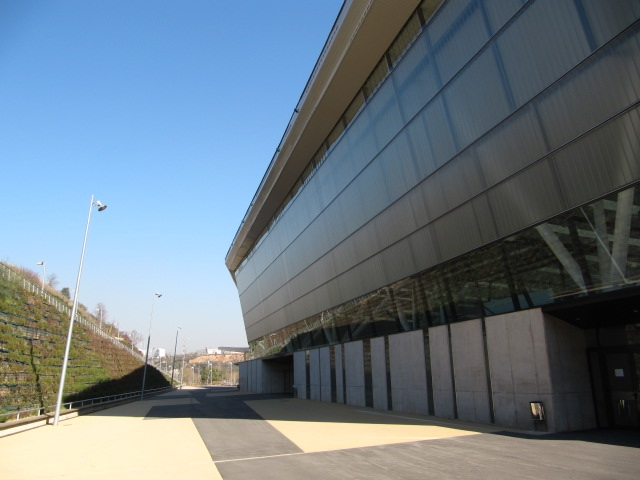
Fachada lateral
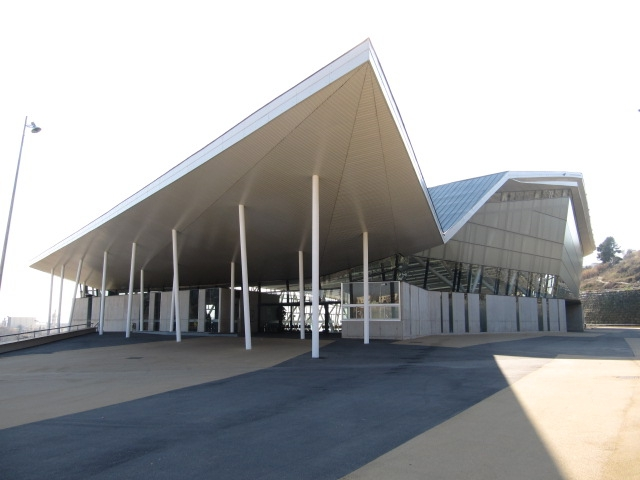
Entrada principal
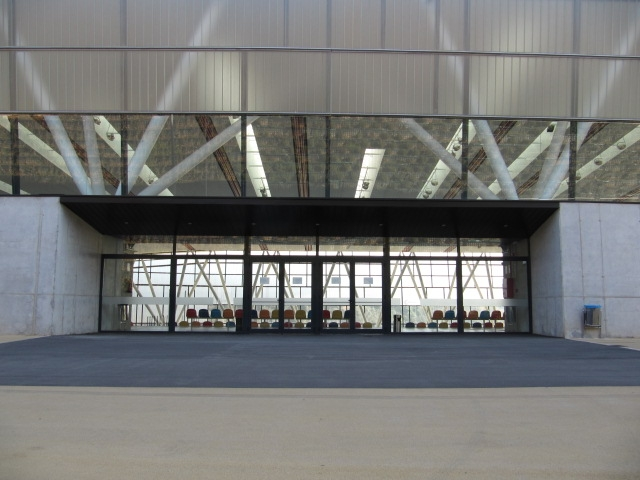
Entrada lateral
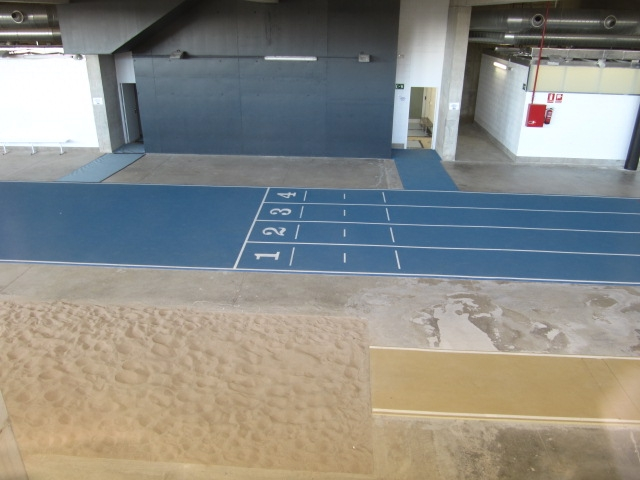
Sótano
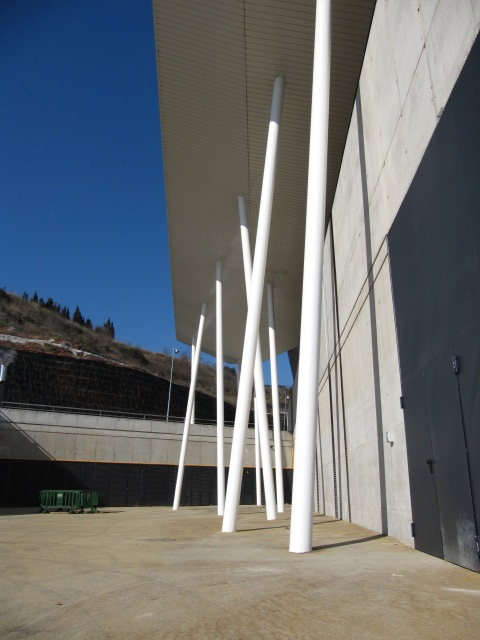
Columnas del edificio
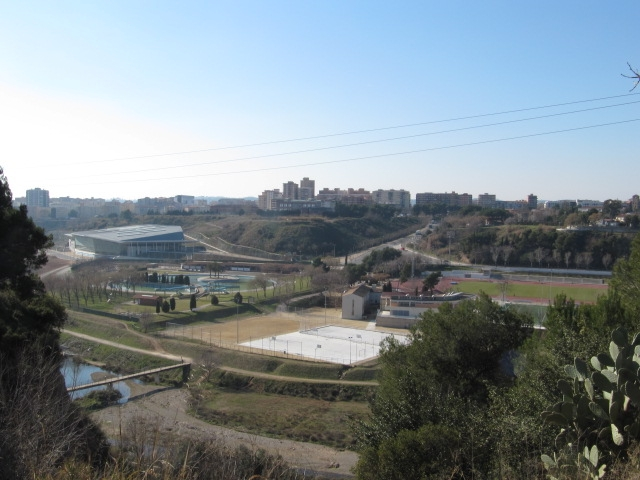
Vista general del complejo deportivo de San Olegario desde Torre-romeo